# Yūsaburō Uchida
Yūsaburō Uchida (jap. 内田勇三郎 Uchida Yūsaburō; ur. 15 grudnia 1894, zm. 18 listopada 1966) – japoński lekarz psychiatra i psycholog.
Yūsaburō studiował psychologię na Tokijskim Uniwersytecie Cesarskim, a na Uniwersytecie Osakijskim literaturę.
Zmodyfikował test psychologiczny stosowany w diagnostyce zdolności poznawczych, tzw. test Kraepelina-Uchidy. Jako pierwszy w Japonii w 1925 roku stosował test Rorschacha. Razem z Kraepelinem pracował nad zagadnieniem fizjologicznej krzywej pracy.
Jego bratem był ornitolog Seinosuke Uchida (1884–1974).